# Кастредзато
Кастредза̀то (на италиански: Castrezzato, на източноломбардски: Castrezàt, Кастредзат) е градче и община в Северна Италия, провинция Бреша, регион Ломбардия. Разположено е на 125 m надморска височина. Населението на общината е 7086 души (към 2013 г.).